# San Roque (Córdova)
San Roque (Córdoba) é uma comuna da província de Córdoba, na Argentina.